# Ľubica Fábri
Ľubica Fábri (Prešov, 24 de abril de 1961) es una arquitecta, publicista y curadora de exposiciones de arquitectura eslovaca.

## Biografía
Lubica Fabri estudió Arquitectura en la Universidad Bauhaus Weimar en Alemania, con un trabajo final especializado en arquitectura de edificios públicos. Después de quince años trabajando como arquitecta y diseñadora, fundó en Bratislava 'ARCHA matérieO', un centro de arquitectura y materiales contemporáneos. Es fundadora y directora de ADMAGAZIN, un revista en papel y digital centrada en los espacios bien equilibrados para habitarlos, así como sobre arquitectura sostenible, especialmente en edificios y áreas públicas.
Fabri es comisaria de diversas exposiciones de arquitectura y diseño contemporáneo en Eslovaquia, la República Checa y Austria. Desde 2012 trabaja también como directora del Timber Construction Show en Eslovaquia, un proyecto que promueve arquitectura moderna en madera de alta calidad en la República Checa y Eslovaquia. Es autora de diversos artículos de arquitectura y diseño y catálogos de exposiciones. Es miembro del comité de expertos del Premio Europeo del Espacio Público Urbano desde la edición de 2016.